# Vanessa Silva (encenadora)
Vanessa Filipa Tavares da Silva, usa o nome artístico Vanessa Silva, nascida a 20 de junho de 1993, em São Romão - Seia, na Serra da Estrela, é uma encenadora, professora, coreógrafa, escritora, figurinista e dramaturga portuguesa, uma das grandes responsáveis pela dinamização artística e cultural da região da Serra da Estrela, no século XXI. As suas obras apresentam, sempre, temas contemporâneos de forma fantásticos e mágicos. Com uma profunda mensagem moral e uma sátira incisiva, reforça, em cada obra, o seu papel como visionária e ativista, surgindo como uma poderosa vigilante para os aspectos mais críticos da sociedade.

## Biografia
Vanessa Silva é uma figura inspiradora no mundo do Teatro Musical, da educação e do ativismo comunitário.
É a primeira filha de Luís Manuel Mendes da Silva e de Maria Cristina Tavares da Silva. É irmã, de Tomás Tavares da Silva, jogador de futebol profissional no Académico de Viseu Futebol Clube, desde 2022. É casada, com o empresário José Muchata, desde 2011, com quem fundou o VOZES EM ½ PONTA, um projeto de grande impacto artístico, cultural e social.
Estudou na Faculdade de Motricidade Humana, em Lisboa, licenciando-se em Dança, no ano de 2013. Desde então direcionou os seus estudos para o Teatro, mais especificamente para o Teatro Musical. A sua jornada educacional reflete o seu comprometimento com a arte e a cultura, preparando-a para uma carreira distinta que combina técnica, criatividade, paixão e expressão.
Movida por causas significativas e pelos princípios em que acredita, amadrinhou a Associação Nós é Mais Bichos, em 2023, demonstrando o seu compromisso com o bem-estar animal e a consciencialização da comunidade.

## Carreira
Durante o segundo ano da licenciatura, criou o seu primeiro projeto, "As Danças da Vanessa", na sua terra natal, em São Romão - Seia, na Serra da Estrela. Este projeto pioneiro na região visava o desenvolvimento do ensino livre de Dança Contemporânea e Criativa para crianças, incentivando a expressão artística desde cedo. Paralelamente, enriqueceu a oferta cultural local introduzindo aulas de Danças Afro-Latinas para adultos, promovendo assim a diversidade da dança e o enriquecimento cultural na comunidade.
Ao longo dos anos, aprofundou-se no mundo das artes, coreografando Marchas Populares na sua vila, uma experiência que se revelou fundamental na construção de sua carreira. Esse envolvimento dotou-a de uma valiosa experiência prática, que a ensinou a interagir eficazmente com a comunidade e com os participantes. Ao navegar pelo ambiente social vibrante dos espetáculos sociais, adquiriu uma compreensão profunda pelo trabalho de grupo, enriquecendo as suas habilidades em organizar, dirigir e inspirar os envolvidos e os espectadores.
Em 2016, após vários anos de experiência no que concerne ao ensino de atividades culturais, fundou a Academia de Espetáculos VOZES EM ½ PONTA, em São Romão - Seia, na Serra da Estrela. Uma escola de artes performativas de ensino livre, para crianças e jovens, que promove a oferta formativa em Dança, Música e Teatro, através de uma metodologia de ensino própria focada na performance artística. Começa assim, nesse ano letivo a sua carreira enquanto Encenadora, com a apresentação de "Vozes em Meia Ponta", que apesar de ser a sua primeira produção, ainda modesta em escala, o espetáculo brilhou, envolto em abundante dança e música.
Seguem-se "Welcome to Wonderland" e "A Voz do Oceano", em 2017 e 2018, sendo que neste segundo atingiu um recorde de espectadores provocando uma enchente no Anfiteatro do Parque Municipal de Seia. Nestes espetáculos já foi possível vislumbrar os contornos do futuro promissor que aguardava Vanessa Silva, evidenciando o seu crescimento artístico e a evolução da sua visão criativa.
Promove, em 2019, a fundação da Companhia de Espetáculos VOZES EM ½ PONTA, uma estrutura semiprofissional de espetáculos, em especial de Teatro Musical e Performances artísticas, recrutando e selecionando os melhores talentos da região, nas áreas da dança, da música e do teatro.
Após um hiato de dois anos, forçado pela pandemia da COVID-19 que suspendeu novas produções, foi através da criatividade e da reinvenção que criou 3 performances online: "Natal em ½ Ponta" (2 edições) e "Mr. Grinch".
Retorna triunfante aos palcos em 2021 com "1001 Tapetes pelo Ar", que chamou à atenção dos mídias nacionais, nomeadamente da TVI, que a convidou a apresentar a Academia de Espetáculos VOZES EM ½ PONTA e um trecho do Musical]. Este espetáculo reacendeu a sua fervorosa paixão pelo Teatro Musical, mergulhando-a num vórtice de imaginação e criatividade que pavimentou o caminho para os seus seguintes e futuro sucessos.
Atinge o seu 1º grande marco na carreira, em 2022, com a concepção da história "ZEN no Vale da Meia Ponta" e a adaptação desta para Teatro Musical. A crítica aclamou-a como uma obra "magnífica e profunda" que tocou os corações dos espectadores, tendo sido um sucesso de bilheteira, apresentado em 9 sessões.
Uma ainda curta carreira pautada por sucessos artísticos e de bilheteiras, que a destacam como uma das referências a nível regional e nacional na sua área. Contribui diária e significativamente para a evolução da arte e cultura, mais especificamente para o desenvolvimento do teatro musical em Portugal, com a organização de diversas produções que abordam temas contemporâneos. O seu talento e dedicação enriquecem o cenário cultural, mas também servem de inspiração para aspirantes a artistas.

## Obras

### Espetáculos
| Ano  | Título | Nº de Apresentações | Tipo                          |
| ---- | --- | ------------------- | ----------------------------- |
| 2015 | As Fontes Marcha Popular da Vila de São Romão | 2                   | Marcha Popular                |
| 2016 | Cartas de Amor Marcha Popular da Vila de São Romão | 2                   | Marcha Popular                |
| X    | X Marcha Popular do Centro Escolar de São Romão | 1                   | Marcha Popular Infantil       |
| X    | X Marcha Popular do Centro Escolar de Seia | 1                   | Marcha Popular Infantil       |
| 2017 | O Romance de Mário Marcha Popular da Vila de São Romão                                                                                                   | 2                   | Marcha Popular                |
| 2017 | Vozes em Meia Ponta 1º Musical da Academia de Espetáculos VOZES EM ½ PONTA                                                                               | 1                   | Teatro Musical Infantojuvenil |
| X    | X Marcha Popular do Centro Escolar de Seia | 1                   | Marcha Popular Infantil       |
| 2018 | As Estrelas Marcha Popular da Vila de São Romão | 2                   | Marcha Popular                |
| 2018 | Welcome To Wonderland 2º Musical da Academia de Espetáculos VOZES EM ½ PONTA                                                                             | 3                   | Teatro Musical Infantojuvenil |
| 2019 | A Voz do Oceano 3º Musical da Academia de Espetáculos VOZES EM ½ PONTA                                                                                   | 2                   | Teatro Musical Infantojuvenil |
| 2020 | Natal em ½ Ponta - Uma Performance de Vanessa Silva 1ª Performance Online da Academia de Espetáculos VOZES EM ½ PONTA                                    | Online              | Performance                   |
| 2020 | Mr. Grinch1ª Performance Online da Companhia de Espetáculos VOZES EM ½ PONTA                                                                             | Online              | Performance                   |
| 2021 | Somos (Mu)dança - Uma Performance de Vanessa SilvaPerformance Online da Academia de Espetáculos VOZES EM ½ PONTA                                         | 1                   | Performance                   |
| 2021 | 1001 Tapetes pelo Ar - O Musical de Vanessa Silva4º Musical da Academia de Espetáculos VOZES EM ½ PONTA                                                  | 4                   | Teatro Musical Infantojuvenil |
| 2021 | Suspiro - Uma Performance de Vanessa Silva1ª Performance da Companhia de Espetáculos VOZES EM ½ PONTA                                                    | 1                   | Performance                   |
| 2021 | Natal em ½ Ponta - Uma Performance de Vanessa Silva 2ª Performance Online da Academia de Espetáculos VOZES EM ½ PONTA                                    | Online              | Performance                   |
| 2021 | Locus - Uma Performance de Vanessa Silva2ª Performance da Companhia de Espetáculos VOZES EM ½ PONTA                                                      | 1                   | Performance                   |
| 2022 | ZEN no Vale da Meia Ponta - O Musical Original de Vanessa Silva1º Musical da Companhia de Espetáculos VOZES EM ½ PONTA                                   | 9                   | Teatro Musical                |
| 2022 | Pela Selva Adentro - O Musical de Vanessa SilvaO Maior Musical Infantojuvenil da Serra da Estrela 5º Musical da Academia de Espetáculos VOZES EM ½ PONTA | 4                   | Teatro Musical Infantojuvenil |
| 2022 | Bordô - Uma Performance de Vanessa Silva3ª Performance da Companhia de Espetáculos VOZES EM ½ PONTA                                                      | 1                   | Performance                   |
| 2023 | 1ª Mostra de Dança de Vanessa Silva 1ª Mostra de Dança da Academia de Espetáculos VOZES EM ½ PONTA                                                       | 1                   | Mostra                        |
| 2023 | A Vila Encantada - Uma Marcha Popular de Vanessa Silva1ª Marcha Popular de VOZES EM ½ PONTA                                                              | 2                   | Marcha Popular                |
| 2023 | Enregelados - O Musical de Vanessa SilvaO Maior Musical Infantojuvenil da Serra da Estrela 6º Musical da Academia de Espetáculos VOZES EM ½ PONTA        | 4                   | Teatro Musical Infantojuvenil |
| 2023 | À Distância de uma Estrela - O Musical Original de Vanessa Silva2º Musical da Companhia de Espetáculos VOZES EM ½ PONTA                                  | 4                   | Teatro Musical                |
| 2024 | 2ª Mostra de Dança de Vanessa Silva 2ª Mostra de Dança da Academia de Espetáculos VOZES EM ½ PONTA                                                       | 2                   | Mostra                        |
| 2024 | Inferno - Uma Marcha Popular de Vanessa Silva 2ª Marcha Popular de VOZES EM ½ PONTA                                                                      | 2                   | Marcha Popular                |
| 2024 | X Marcha Popular do Centro Escolar de Seia | 1                   | Marcha Popular                |
| 2024 | Vindo do Céu - O Musical de Vanessa Silva O Maior Musical Infantojuvenil da Serra da Estrela 7º Musical da Academia de Espetáculos VOZES EM ½ PONTA      | 4                   | Teatro Musical                |
| 2024 | E Se a Eva Não Tivesse Trincado a Maçã? - O Musical Original de Vanessa Silva 3º Musical da Companhia de Espetáculos VOZES EM ½ PONTA                    | 4                   | Teatro Musical                |

## Livros
Em 2021, escreveu "ZEN no Vale da Meia Ponta", uma obra infantil. "À Distância de uma Estrela" foi escrito em 2022, a sua 2ª obra infantil.
Em 2024 escreveu a sua 3ª obra, "E Se a Eva Não Tivesse Trincado a Maçã?".

## Ligações Externas
Vanessa Silva